# Bahnhof Wallau (Lahn)
Der Bahnhof Wallau (Lahn) war ein Trennungsbahnhof in Wallau/Lahn im Hessischen Hinterland und lag am Streckenkilometer 56,9 der Oberen Lahntalbahn sowie 32,5 der Scheldetalbahn. Im November 2001 ist er zum Haltepunkt zurückgebaut worden und heißt seitdem Biedenkopf-Wallau. Im 20. Jahrhundert galt er als wichtigster Bahnhof im Hessischen Hinterland, hatte ein hohes Güterverkehrsaufkommen und diente lange Zeit als Grenzstation.

## Geschichte

### Beginn und Bedeutung
Eröffnet wurde der Bahnhof am 19. März 1883 gleichzeitig mit der Oberen Lahntalbahn. Besonders mit der Eröffnung der Scheldetalbahn 1911 nahm die Bedeutung des Bahnhofs besonders im Güterverkehr stark zu. Da die Personenzüge der Scheldetalbahn von Anfang an nach Biedenkopf durchgebunden wurden, entwickelte sich der Bahnhof nie zu einem Umsteigeknoten, er erhielt auch keine Lokomotivbehandlungsanlagen oder Wasserstation. Ende der 1960er-Jahre fanden im Bahnhof umfangreiche Veränderungen statt. Die Ausfahrt nach Erndtebrück bzw. Dillenburg wurde umgestaltet, Lichtsignale ersetzten die Formsignale und das mechanische Stellwerk wurde gegen ein elektromechanisches Stellwerk der Baureihe E43 ausgetauscht. Mitte des 20. Jahrhunderts hatte der Bahnhof als einer von zwei, an denen mehrere Strecken zusammen trafen, eine große Bedeutung für das Hessische Hinterland und hatte damit das höchste Güterverkehrsaufkommen im Landkreis. Zeitweise war er sogar der modernste Bahnhof der Oberen Lahntalbahn.

### Der Bahnhof als Grenzstation
Der Bahnhof diente in vielerlei Hinsicht als Grenzstation: Bis 1993 war die Deutsche Bundesbahn in regionale Direktionen aufgeteilt; Wallau gehörte zu den seltenen Bahnhöfen, an denen bis 1974 drei Direktionen aufeinander trafen. Während der Bahnhof selbst und die Strecke in Richtung Marburg zur Direktion Kassel gehörten, gehörte die Scheldetalbahn zur Direktion Frankfurt/M. die Obere Lahntalbahn im weiteren Verlauf lahnaufwärts zur Direktion Elberfeld bzw. Wuppertal. Durch Fusionen waren es ab 1975 nur noch die Direktionen Frankfurt/M. und Essen. Am deutlichsten für die Reisenden war die Grenzlage von Wallau jedoch unmittelbar nach dem Zweiten Weltkrieg, als das Hinterland in der US-Zone und Westfalen in der britischen Zone lagen. Ohne Grenzkontrollen war hier kein Durchkommen.

### Niedergang und Zustand heute
Der Personenverkehr auf der hier abzweigenden Scheldetalbahn wurde 1987 eingestellt. Der Güterverkehr auf dem Reststück bis Breidenbach endete 2002 (siehe Artikel „Scheldetalbahn“). Im November 2001 wurde der Abzweig zu diesem Reststück in eine Ausweichanschlussstelle (FWAA) umgewandelt und der Bahnhof wurde zu einem Haltepunkt herabgestuft und heißt seitdem Biedenkopf-Wallau. Die Weiche, an der das Reststück der Scheldetalbahn abzweigt, liegt seitdem auf freier Strecke. Die ehemaligen Verlade- und Abstellgleise wurden abgebaut oder haben keine Verbindung zum Streckengleis mehr. Genauso wurden die ehemaligen Bahnsteiggleise 1 und 3 stillgelegt, sodass heute nur noch das ehemalige Gleis 2 als Durchgangsgleis der Oberen Lahntalbahn vorhanden ist. Auch die einst in Wallau vorhanden umfangreichen Gleisanschlüsse sind spätestens seitdem Geschichte. Neben einem Baustoffhändler bestand im Bahnhof selbst der Anschluss für ein großes Warenlagerhaus. Ferner befand sich außerhalb des Bahnhofs an der Strecke nach Laasphe noch ein weiterer Anschluss eines Industrieunternehmens.
Inzwischen ist der Bahnhof auch als einer der letzten auf der Oberen Lahntalbahn modernisiert worden, der 110 m lange Bahnsteig ist jetzt 55 cm hoch, ein Wetterschutzhaus und ein überdachter Fahrradständer wurden errichtet.

### Aufschwung
Nachdem der Bahnhof seit der Aufgabe des Güterverkehrs nach Breidenbach 2002 nur noch in Ausnahmefällen von Güterverkehr passiert wurde, kam es nach den enormen Waldschäden des Orkans Kyrill im Jahr 2007 kurzfristig wieder zu Schienengüterverkehr auf der Scheldetalbahn. Nachdem der Verkehr dort zwischenzeitlich wieder abnahm ist seit den 2020er-Jahren wieder mehr Verkehr anzutreffen; es ist sogar angedacht eine Güterverladestation („Railport“) dort einzurichten, wodurch der Haltepunkt Biedenkopf-Wallau wieder an Bedeutung gewinnen könnte (siehe Abschnitt „Zukunft“ im Artikel „Scheldetalbahn“).

## Empfangsgebäude
Das 1883 eröffnete Empfangsgebäude wurde 1944 durch US-amerikanische Bombenangriffe so stark beschädigt, dass es in den 1950er-Jahren durch einen teilweisen Neubau ersetzt werden musste. Mit dem Rückbau des Bahnhofs Wallau (Lahn) zum Haltepunkt wurde der DB-Schalter zum Oktober 2001 durch einen Automaten ersetzt. Aufgrund von Vandalismus wurde die Wartehalle bereits einige Monate später geschlossen.
Nachdem das Gebäude zusehends verfallen war, ließ man es im Herbst 2010 abreißen.

## Bedienungsangebot
Wallau liegt im Tarifgebiet des Rhein-Main-Verkehrsverbundes (RMV). Außerdem besteht ein Übergangstarif zur Verkehrsgemeinschaft Westfalen Süd (VGWS).
Heute halten im Bahnhof Wallau (Lahn) Regionalbahnen der Relation Marburg (Lahn)–Cölbe–Biedenkopf–Bad Laasphe–Erndtebrück. Diese verbinden Wallau im Stundentakt mit Marburg und Bad Laasphe sowie mit Erndtebrück im Zwei-Stunden-Takt. Am Wochenende verkehren weniger Züge.
| Linie | Verlauf | Takt                                      |
| ----- | --- | ----------------------------------------- |
| RB 94 | Obere Lahntalbahn: Marburg (Lahn) – Cölbe – Lahntal-Sarnau – Goßfelden – Sterzhausen – Caldern – Buchenau (Lahn) – Friedensdorf (Lahn) – Wilhelmshütte (Lahn) – Biedenkopf – Biedenkopf Campus – Wallau (Lahn) – Bad Laasphe-Niederlaasphe – Bad Laasphe – Feudingen – Oberndorf (Wittgenstein) – Leimstruth – Schameder – Erndtebrück ( – Hilchenbach – Kreuztal – Siegen Hbf – Betzdorf (Sieg)) (2 Zugpaare Samstags von/bis Betzdorf) Stand: Fahrplanwechsel Dezember 2021 | 120 min 60 min (Marburg–Laasphe werktags) |

## Lage und Verkehrsanbindung
Der Bahnhof Wallau (Lahn) liegt am Südrand des gleichnamigen Ortes zwischen der Bundesstraße 62 (Ortsumgehung Biedenkopf-Wallau) und der Bahnhofstraße. Um den Bahnhof herum hat sich ein kleines Gewerbegebiet gebildet. Zwei Bushaltestellen erschließen den Bahnhof: die Haltestelle Wallau Bahnhofstraße an der gleichnamigen Straße und die neu gebaute Haltestelle Wallau Bahnhof, direkt vor dem Haltepunkt. Diese werden von folgenden Buslinien an das Netz angeschlossen:
- 481: Wallau–Biedenkopf–Lahntal–Marburg (und zurück)
- 491: Dillenburg–Niedereisenhausen–Biedenkopf (und zurück)
- X41: Dillenburg–Eschenburg–Biedenkopf (und zurück) (Expressbus)
- MR-51: Biedenkopf–Niedereisenhausen–Friedensdorf–Biedenkopf
- MR-52: Biedenkopf–Friedensdorf–Niedereisenhausen-Biedenkopf
- R 35: Wallau–Bad Laasphe (und zurück)